# Abeek
De Abeek, vroeger ook Molenbeek genoemd, is een zijrivier van de Maas.

## Stroomgebied
De Abeek ontspringt op het Kempens Plateau op een hoogte van ongeveer 80 m. De bron ligt in Wijshagen op de Donderslagse Heide, onderdeel van een groot militair schietterrein. Vanaf hier stroomt ze al meanderend noordwaarts. Ze wordt gevoed door de Bullenbeek, de Hommelbeek en de Gielisbeek vooraleer ze Meeuwen bereikt. Vanaf Ellikom buigt ze af naar het oosten, langsheen Reppel, Gerdingen en Beek. Vervolgens duikt ze onder de Zuid-Willemsvaart.
In de lage Vlakte van Bocholt wordt ze aangevuld door talrijke beken. In Kinrooi bevloeit de Abeek de natuurgebieden Stamprooierbroek, Grootbroek en De Zig.

Oorspronkelijk vloeide de Abeek noordoostelijk door Nederlands-Limburg via Hunsel (gemeente), Grathem, Baexem, Haelen en Nunhem naar de Maas in Neer. In 1870 werd een kunstmatige waterloop gegraven - destijds Lossing genaamd - van het Stamprooierbroek via Kinrooi naar de Maas te Ophoven om de moerasgebieden in het grensgebied met Nederland, tussen Bocholt en Molenbeersel te ontwateren. Dit afvoerkanaal kruist de Abeek driemaal via duikers en kruist nog twee andere beken voor ze de Maas bereikt in Ophoven. 

Onbedoeld ging maar een beperkt gedeelte van het water door de oude Abeekbedding richting Nederland. Het merendeel van het Abeekwater vloeit af via de kunstmatige waterloop. Die wordt later Abeek genoemd.

In de periode 1960 – 1970 werd het plan opgegeven om het Stamprooierbroek en Grootbroek droog te leggen en verbeterde de Nederlandse overheid de afvloeiing van water door de oude Abeekbedding. Door die natuurlijke vallei van de Abeek, die nu Lossing genoemd, gaat een deel van de afwatering naar de Uffelse Beek zoals de vroegere Abeek op Nederlands grondgebied genoemd wordt.

Bij Grathem splitst deze rivier zich: een deel van het water stroomt als Panheelderbeek bij Wessem in de Maas, de rest stroomt als (Haelense Beek en Neerbeek bij Neer in de Maas.

Met de huidige monding heeft het een lengte van 43,6 km.

## Cultuurhistorie
Op de Abeek staan en stonden een aantal watermolens. Tegenwoordig zijn dit nog:
- Dorpermolen (Molenstraat, Meeuwen)
- Berenheidemolen, Achterste Molen of Slagmolen (Berenheide, Meeuwen)
- Hoogmolen of Peerdermolen (Hoogmolenweg, Ellikom)
- Neermolen (Neermolenweg, Ellikom)
- Reppelmolen of Cuppensmolen, mogelijk de oudste watermolen van België (Molenhofstraat, Reppel)
- Binkermolen (Binkermolenstraat, Reppel)
- Kluismolen, Molen van Mariëndaal of Joostenmolen (Schootsestraat, Beek)
- Ghen-Aamolen (Genattestraat, Beek)
- Clootsmolen of Damburgmolen (Watermolenweg, Bocholt)
- Achterste Luysmolen, in 1926 gesloopt (Stramproyerweg, Bocholt)
- Voorste Luysmolen of Luisenmolen (Luysenweg, Bocholt)
- Broekmolen (Grensweg, Stramproy)
- Uffelse Molen, langs de Uffelse Beek (Sniekstraat, Hunsel)

In het verleden was het dal van de Abeek vooral in gebruik als hooiland. Buiten het dal was er woeste grond, gebruikt voor het grazen van schapen, waarvan mest werd gewonnen via de potstal. Later zijn deze gronden met dennen beplant ten behoeve van de productie van mijnhout.

## Natuur
De beek ontspringt op een uitgestrekt militair terrein waar vanouds een aantal vijvers liggen, zoals de Monnikswijer en Broekven. In het brongebied bevindt zich vochtige heide met een zeldzame vegetatie. 

Hierna begint een klein riviertje met een sterk meanderende loop. In haar bovenloop heeft de Abeek zijn natuurlijk verloop en originele structuur behouden. Op grondgebied van gemeenten Oudsbergen, Peer en Bocholt ligt er langs de Abeek een natuurreservaat van ongeveer 200 ha, Abeekvallei geheten, dat voor het grootste deel beheerd wordt door Natuurpunt. Daarin liggen verschillende types habitats, zowel landduinen, droge- en  natte heide, Drijftil, broekbossen, blauwgraslanden en zelfs hoogveen. 

Ten noorden hiervan bestaat het dal uit landschappelijk waardevol agrarisch gebied. Enkele schraalgraslanden zijn aanwezig in het gebied.
 
Tot dit natuurgebied behoren onder meer volgende onderdelen:
- Reppelerbemden
- Monshof
- Neermolen en Hoogmolen
- Dorpermolen
- Broekkant

Van de bron tot Reppel daalt de hoogte van de rivier van 80 m tot 45 m, waarbij ze vrij diep in het plateau insnijdt.

Direct voorbij Reppel is er een tamelijk plotselinge daling van ongeveer 10 meter, aangezien hier zich de Breuk van Rotem bevindt. De Abeek stroomt daarna verder over de Vlakte van Bocholt.

Op Belgisch grondgebied liggen er aan de Abeek nog de natuurgebieden:
- De Luysen
- Stramprooierbroek
- Grootbroek
- De Zig
- De Goort